# 1897 no Brasil
Esta é uma cronologia dos principais fatos ocorridos no ano de 1897 no Brasil.

## Incumbentes
- Presidente do Brasil - Prudente de Morais (15 de novembro de 1894 – 15 de novembro de 1898)

## Eventos
- 1 de janeiro: O telégrafo submarino entre Rio de Janeiro e Pernambuco é inaugurado.
- 08 de fevereiro: O primeiro órgão público de assistência judiciária é criado no Brasil, na cidade do Rio de Janeiro, por meio do Decreto nº 2457.
- 24 de fevereiro: No Rio de Janeiro, o Palácio do Catete, o palácio presidencial, é inaugurado.
- 1 de maio: O Partido Socialista é fundado no Rio Grande do Sul.
- 20 de julho: A Academia Brasileira de Letras, presidida por Machado de Assis, é fundada na cidade do Rio de Janeiro.
- 5 de outubro: Fim da Guerra de Canudos.
- 5 de novembro: Tentativa do assassinato do presidente Prudente de Morais.[1]
- 12 de dezembro: Belo Horizonte, capital do atual estado de Minas Gerais, é fundada.

## Nascimentos
- 19 de janeiro: Carlos Alberto Nunes, poeta (m. 1990).

## Mortes
- 1 de janeiro: Adolfo Caminha, escritor (n. 1867).
- 22 de setembro: Antônio Conselheiro, líder religioso e do arraial de Canudos (n. 1830).